# 杏黃狸藻
杏黃狸藻（学名：Utricularia fulva）為狸藻屬多年生陸生或半水生小型至中型食肉植物。其种加词“fulva”来源于拉丁文“fulvus”，意为“黄色，黄褐色”，指其花朵的颜色。杏黃狸藻为澳大利亚的特有種，主要分布于北領地，特別是阿纳姆地的沙岩峭壁。其陆生或半水生于砂质河畔附近。1858年，费迪南德·冯穆勒正式描述了杏黄狸藻。
其种加词“fulva”意为“红黄色的”。